# Sphaeronellopsis hebe
Sphaeronellopsis hebe är en kräftdjursart som först beskrevs av Bowman och Louis S. Kornicker 1967.  Sphaeronellopsis hebe ingår i släktet Sphaeronellopsis och familjen Nicothoidae. Inga underarter finns listade i Catalogue of Life.